# Stadio Tommaso Dal Molin
Lo stadio Tommaso Dal Molin è un impianto polisportivo sito nel comune italiano di Arzignano, in provincia di Vicenza.
Principale impianto sportivo municipale per capienza e area superficiale, ospita le partite interne dell' Arzignano Valchiampo, principale squadra di calcio del territorio, che ne è altresì la concessionaria di gestione per conto dell'amministrazione comunale (effettiva titolare della proprietà).
L'arena dispone di una singola tribuna stabile, coperta, sul lato ovest, costruita in cemento armato e che ospita al suo interno i locali tecnici. Presente anche una piccola curva metallica che funge da settore ospiti. La pista d'atletica leggera a 6 corsie che si sviluppa attorno al rettangolo erboso è usata dalle società locali.